# Frano Antonov Visković
Frano Antonov Visković (Perast, 8. listopada 1836. – Trst, 16. ožujka 1905.), hrvatski pomorac, meteorolog i zavičajni povjesničar.

## Životopis
Rođen u hrvatskoj patricijskoj obitelji iz Perasta Viskovićima. U Perastu i Trstu pohađao pomorsku školu. 1856. je godine postao kapetan duge plovidbe. Na jedrenjacima i parobrodima Austrijskog Lloyda bio kapetan 37 godina, dugogodišnji glavni inspektor inspektor Austrijskog Lloyda.
Područja kojim se bavio su meteorologija, izumljavanje navigacijskih sprava, proučavanje povijesti i kulture rodnog grada te obiteljskog arhiva.
O povijest i kulturnoj baštini Perasta objavio je tri knjige (Storia di Perasto, monografija o otoku Sv. Jurja).
Napisao je udžbenik za meteorologiju za pomorske škole i prvi je hrvatski autor na tom području. Objavljen je 1876. u Trstu, na talijanskom jeziku. Naslova je Nautički priručnik o meteorologiji (Manuale nautico di Meteorologia).